# Coats Memorial Church

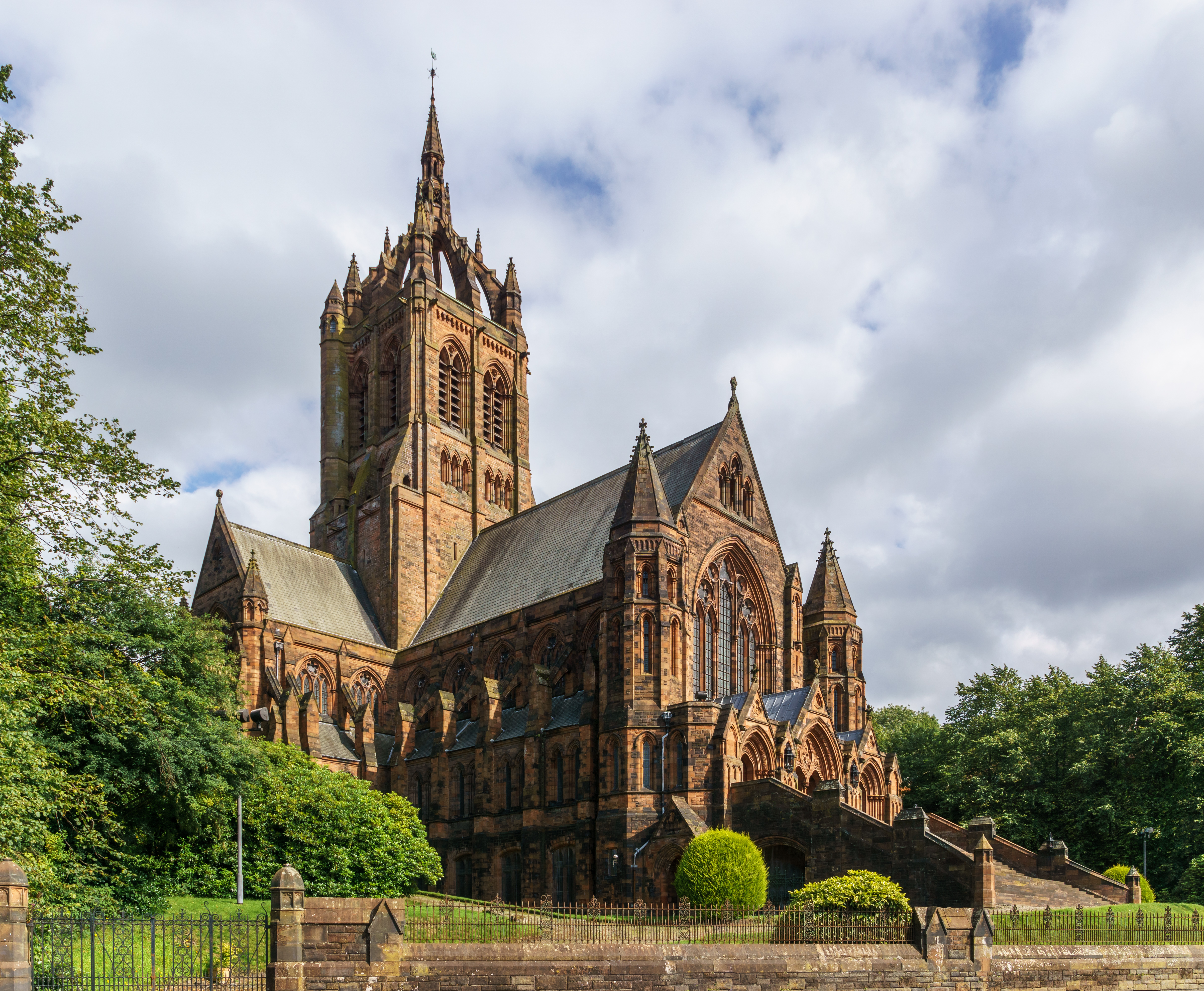
Coats Memorial Church

Die Coats Memorial Church ist ein baptistisches Kirchengebäude in der schottischen Stadt Paisley in der Council Area Renfrewshire. 1971 wurde das Bauwerk in die schottischen Denkmallisten in die höchste Denkmalkategorie A aufgenommen. Die Kirche ist noch als solche in Verwendung. Sie wurde in Gedenken an den Textilindustriellen und Philanthropen Thomas Coats erbaut.

## Beschreibung
Das neogotische Gebäude liegt an der High Street westlich des Stadtzentrums und unweit des Paisley Museums. Es wurde im Jahre 1894 nach einem Entwurf des schottischen Architekten Hippolyte Blanc erbaut. Es besteht aus einem Langhaus mit Querschiff und Vierungsturm. Eine breite Treppe führt zu dem Eingangsportal an der Südseite. Dort treten drei Giebelflächen mit verzierten Tympana hervor. Darüber befindet sich ein Maßwerk aus drei Lanzettfenstern, das von Türmen mit oktogonalem Grundriss und Zeltdach flankiert wird. Fünf vertikale Achsen verlaufen entlang des Langhauses, auf denen die Fenster angeordnet sind. Im Obergaden sind Maßwerke aus vier Lanzettfenstern zu finden; am Seitenschiff sind Zwillings-Lanzettfenster angeordnet. Die Giebelflächen des Querhauses sind der Frontseite in ihrer Gestaltung angeglichen. Die rechteckige Apsis ist mit drei Lanzettfenstern versehen. Das Gebäude schließt mit einem schiefergedeckten Satteldach.